# Lomas de San Pablo
Lomas de San Pablo är en ort i Mexiko, tillhörande kommunen Chalco i delstaten Mexiko. Lomas de San Pablo ligger i den centrala delen av landet och tillhör Mexico Citys storstadsområde. Orten hade 1 354 invånare vid folkräkningen 2010.